# Oenanthe hispanica

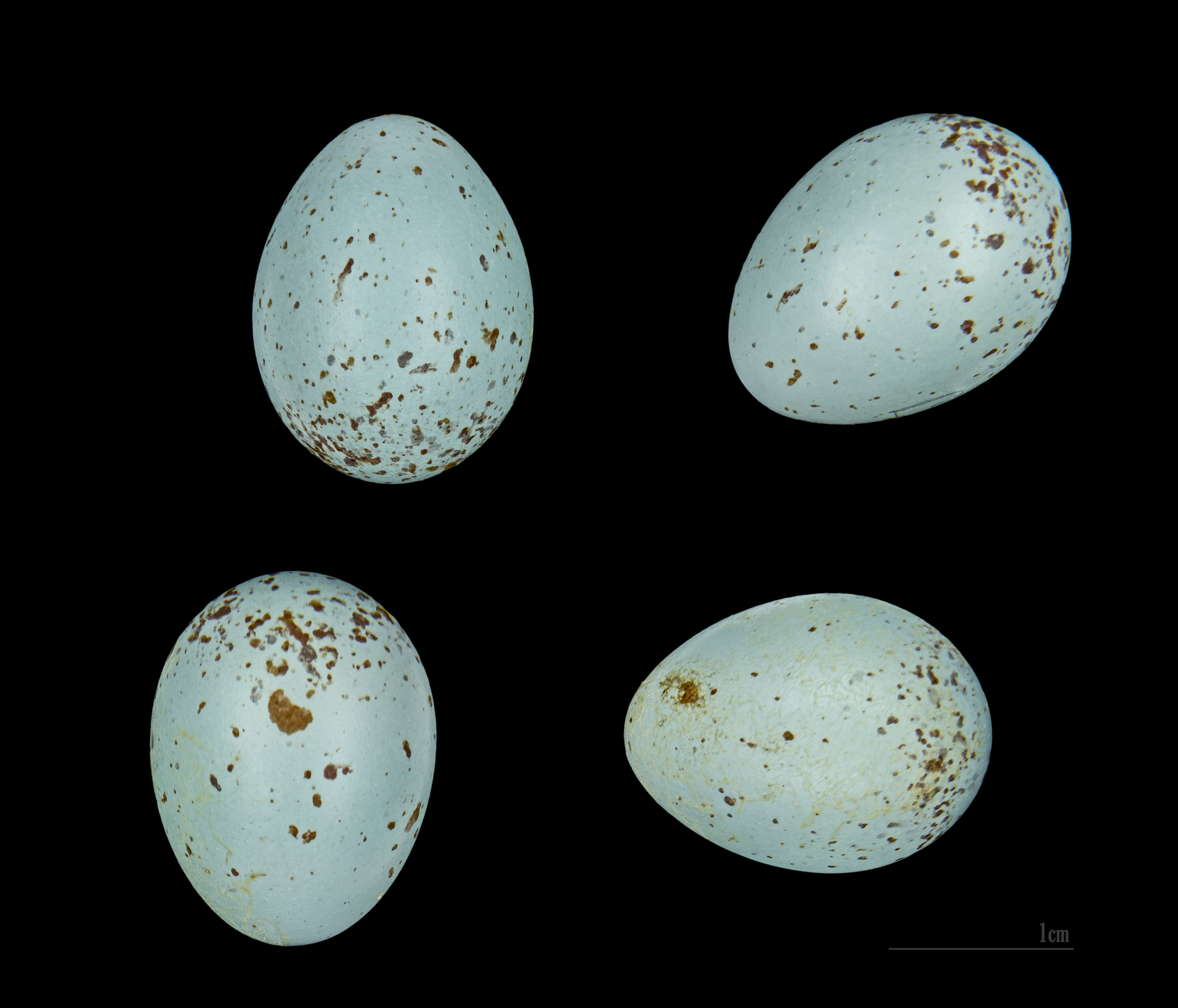
Huevos de O. hispanica de Argelia.

La collalba rubia (Oenanthe hispanica) es una especie de ave paseriforme de la familia Muscicapidae propia de Eurasia y África. Es un pájaro migratorio que cría en el sur de Europa, Oriente Próximo y el noroeste de África, y pasa el invierno en el Sahel.
Este pájaro de 13,5 a 15,5 cm de longitud es insectívoro.

## Taxonomía
La collalba rubia fue descrita científicamente en 1758 por Linneo, en la décima edición de su obra Systema naturæ, con el nombre de Motacilla hispanica. Posteriormente fue trasladada al género Oenanthe. Como toda la subfamilia Saxicolinae anteriormente se clasificaba en familia Turdidae, pero ahora se clasifica en la familia Muscicapidae.
Se reconocen las siguientes subespecies:
- O. h. hispanica (Linnaeus, 1758) - collalba rubia occidental, prente en la Europa Occidental mediterránea y el Magreb.
- O. h. melanoleuca (Güldenstädt, 1775) - collalba rubia oriental, se encuentra en la Europa Oriental mediterránea y Oriente Próximo.

Ambas migran al Sáhel. Aparece como divagante ocasional en el noroeste de Europa.